# 古城玫瑰树
古城玫瑰树（学名：Ochrosia elliptica）为夹竹桃科玫瑰树属的植物。分布在澳大利亚、台湾岛以及中国大陆的广东等地，目前已由人工引种栽培。